# 辜清
辜清（1963年9月—），男，汉族，江西南昌人，中华人民共和国政治人物。现任江西省政协副主席，民盟中央常委，民盟江西省委主委。
2023年1月14日，当选江西省政协副主席